# Gotkowice
Gotkowice – wieś w Polsce położona w województwie małopolskim, w powiecie krakowskim, w gminie Jerzmanowice-Przeginia, przy drodze krajowej 94.
| SIMC    | Nazwa          | Rodzaj    |
| ------- | -------------- | --------- |
| 0321046 | Pod Ostrą Górą | część wsi |
| 0321052 | Skotnica       | część wsi |

Wieś królewska w tenucie ojcowskiej w powiecie proszowskim województwa krakowskiego w końcu XVI wieku. W latach 1975–1998 miejscowość administracyjnie należała do województwa krakowskiego.
Wieś ta swymi początkami sięga XIV wieku. Pierwsza wzmianka o Gotkowicach występuje w dokumencie królewskim Władysława Jagiełły z 20 marca 1406 roku.

Lustracja z 1564 roku potwierdza, że we wsi stała karczma, a inny dokument, wydany sto lat później, wspomina o istniejącym tu folwarku. Liczył on 123 morgi ziemi ornej, 6 morgów łąk i zaledwie czwartą część morgi sadu i placu, na którym wystawiono zabudowania gospodarcze. Stojący w pobliżu centrum wsi dwór rozebrano w latach 70. XX w.
Gotkowice to nazwa patronimiczna, pochodząca od nazwy osobowej Godek (Godzimir, Godzisław). Od początku swego istnienia wieś należała do parafii jerzmanowickiej.
W latach 1999–2006 wybudowano w stanie surowym kościół filialny pw. Świętych Apostołów Piotra i Pawła.